# Пергач пізній
Пергач пізній, лилик пізній, або кажан пізній (Eptesicus serotinus) — вид рукокрилих родини Лиликові (Vespertilionidae).

## Поширення

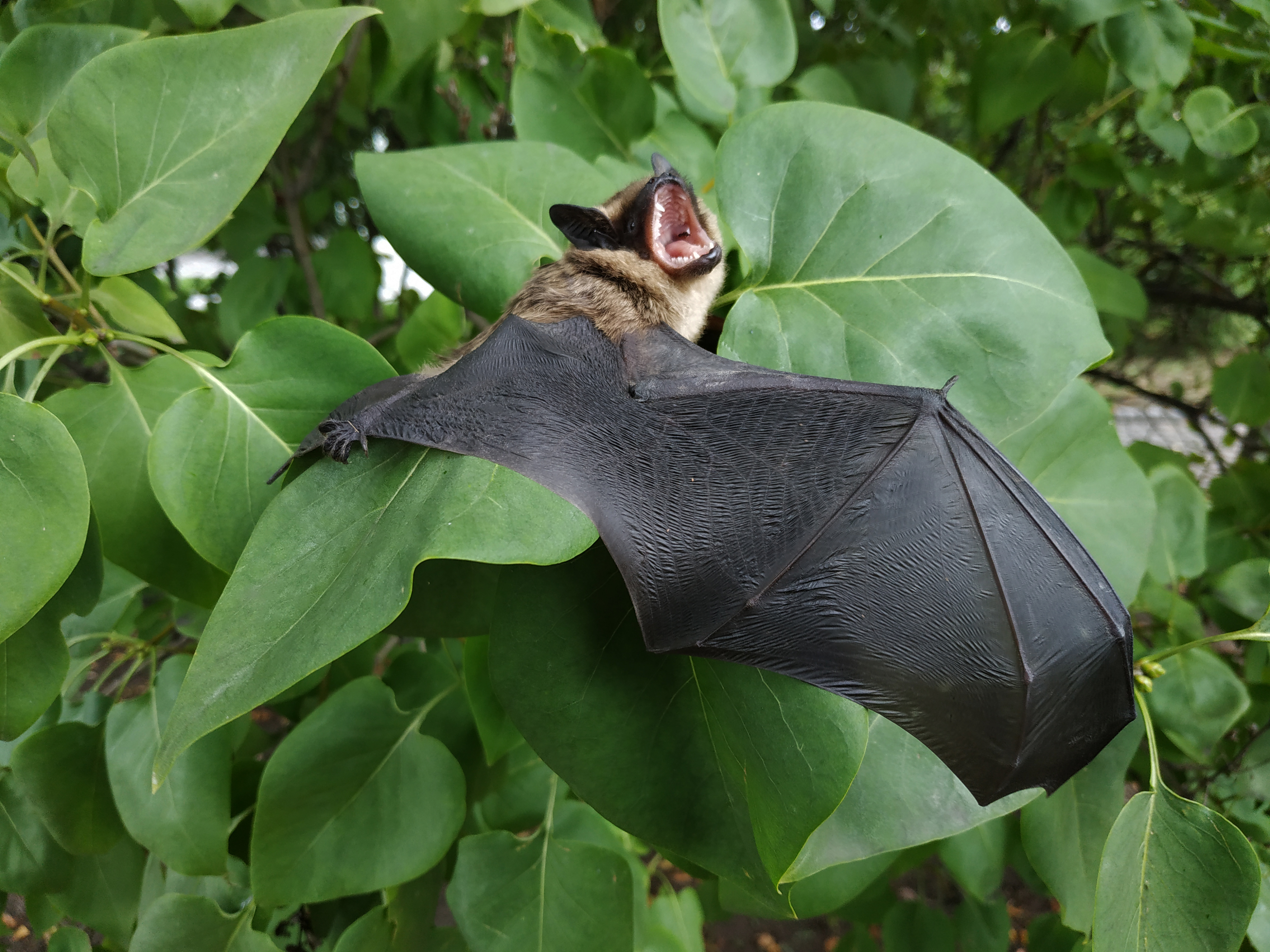
Пергач пізній (Eptesicus serotinus) — рідкісний представник рукокрилих, занесений до Червоної книги України. Київщина

Країни проживання: Афганістан, Албанія, Алжир, Андорра, Вірменія, Австрія, Азербайджан, Білорусь, Бельгія, Боснія і Герцеговина, Болгарія, Китай, Кіпр, Чехія, Данія, Франція, Грузія, Німеччина, Гібралтар, Греція, Ватикан, Угорщина, Індія, Іран, Ізраїль, Італія, КНДР, Лаос, Латвія, Ліван, Лівія, Ліхтенштейн, Литва, Люксембург, Північна Македонія, Мальта, Молдова, Монако, Монголія, Чорногорія, Марокко, Непал, Нідерланди, Пакистан, Польща, Португалія, Румунія, Росія, Сан-Марино, Сербія, Словаччина, Словенія, Іспанія, Швеція, Швейцарія, Сирія, Тайвань, Таїланд, Туніс, Туреччина, Туркменістан, Україна, Сполучене Королівство, Узбекистан, В'єтнам. Поширений на північ приблизно до 57º в Данії. Його висотний діапазон від рівня моря до 1440 м в Альпах.
Знайдений у різних місцях проживання, включаючи напівпустелі, помірні й субтропічних сухі ліси, середземноморського типу чагарники, поля і приміські райони.

## Спосіб життя
Живиться більше жуками, метеликами і мухами. Більшість літніх (материнських) колоній знаходяться в будівлях, а іноді і дуплах дерев або тріщинах скель. Взимку селяться поодинці або в невеликих кількостях в будівлях і ущелинах, або часто в підземних місцях проживання в північно-центральній Європі. Зимові сідала знаходять, як правило, у досить холодних, сухих порожнинах. Це в основному осілий вид.

## Морфологія
Розмах крила: від 31 до 38 см, довжина тіла від 6,3 до 8,2 см, маси тіла від 14 до 34 грамів.